# Boykivske (huyện)
Huyện Boykivske (tiếng Ukraina: Бойківський район, chuyển tự: Boykivsʹkyi raion), trước kia Huyện Telmanove (tiếng Ukraina: Тельманівський район, chuyển tự: Telmanoves’kyi raion) là một huyện của tỉnh Donetsk thuộc Ukraina. Huyện Telmanove có diện tích 1340 kilômét vuông, dân số theo điều tra dân số ngày 5 tháng 12 năm 2001 là 35058 người với mật độ 26 người/km2. Trung tâm huyện nằm ở Boykivske.